# Exigence (ingénierie)
Une exigence est, dans le domaine de l'ingénierie, un besoin, une nécessité, une attente auquel un  produit ou un service  doit répondre, une contrainte qu'il doit satisfaire ou une performance qu'il doit atteindre.  L'exigence peut être exprimée par une partie prenante (utilisateur, client, commercial, analyste de marchés, gestionnaire de produits, etc.) ou déterminée par les processus d'ingénierie et en particulier les  activités d'études. 

## Principe général
L'approche commune à tous les domaines d'ingénierie est de définir les besoins, d'envisager des solutions, et de livrer la solution la plus appropriée.  Plus précisément, les activités consistent à définir le problème, collecter les informations pertinentes, générer des idées de solutions possibles, les analyser et choisir la plus appropriée, et mettre la solution en œuvre.    Les exigences forment la clé de voute de ces activités.  En effet, le besoin ou le problème nécessite d'être traduit en exigences pour la solution, et les informations collectées, l'analyse, et des résultats expérimentaux au cours de la réalisation sont susceptibles d'affiner et d'enrichir ces exigences.  
Tout au long du cycle d'ingénierie, l'ingénieur va gérer les exigences en utilisant les termes, les formes et les techniques propres au domaine d'ingénierie considéré.  Cette activité consiste en principe à les :
- éliciter : identifier, collecter et approfondir les exigences des parties prenantes ou d'autres sources (par exemple exigences réglementaires ou conditions techniques) ;
- analyser : vérifier la cohérence et l'exhaustivité des exigences, créer des modèles, déduire des exigences techniques, négocier au besoin des exigences avec les parties prenantes ;
- spécifier : documenter les exigences sous une forme aisément compréhensible pour les parties prenantes et facilement utilisable pour les ingénieurs aux autres spécialistes impliqués dans la conception de la solution et sa réalisation ;
- valider :  les exigences font en principe l'objet d'une validation, par exemple sous forme d'une revue de la spécification, d'une maquette ou d'une vérification expérimentale (prototype).

Le développement des exigences peut avoir été précédé par une étude de faisabilité, ou un cadrage du projet. Lorsque le produit ou le service est réalisé à la commande, les exigences initiales exprimées par le client sont documentées, soit lors de la procédures d'appel d'offres public ou privé, soit dans les documents contractuels.  
Dans l'approche classique de l'ingénierie, les exigences sont considérées comme des prérequis pour les étapes de conception et de développement du produit ou du service. Par contre, pour l'ingénierie simultanée et les approches agiles, la gestion des exigences est intégrée avec les autres activités tout au long du projet pour tenir compte de l'élaboration progressive du produit ou du service, et la découverte de nouvelles exigences qui en découle.

## Exigences dans l'ingénierie système et logiciel

### Distinguer plusieurs sortes d'exigences fonctionnelles
Dans l'ingénierie système, une exigence peut être la description de ce qu'un système doit faire. Ce type d'exigence spécifie quelque chose que le système livré doit être capable de faire. Un autre type d'exigence spécifie quelque chose sur le système lui-même, et de quelle manière il exécute ses fonctions. De telles exigences s'appellent souvent « exigences non fonctionnelles », « exigences de performance » ou « exigences de qualité de service ». Exemples de ce type d'exigences : la disponibilité, la testabilité, la facilité de maintenance et la facilité d'utilisation.
Un ensemble d'exigences définit les caractéristiques ou propriétés du système désiré (exigé). Une « bonne » liste d'exigences évite de spécifier la manière pour le système de mettre en œuvre ces exigences, laissant ce genre de décision pour les activités de conception. Un élément parmi les exigences qui décrit comment mettre en œuvre le système s'appelle un biais.
En ingénierie logicielle, la même signification d'« exigences » est utilisée, à la différence près que l'attention se porte sur le logiciel lui-même.

### Exigences produit & exigences de processus
Les projets sont soumis à trois sortes d'exigences :
- les exigences métier (en anglais en:Business requirements) qui décrivent le quoi dans les termes du métier. Elles décrivent ce qui doit être fourni ou réalisé pour produire de la valeur ;
- les exigences produit qui décrivent le produit ou le système à un haut niveau. Elles répondent aux exigences métier et sont couramment formulées comme les fonctionnalités que le système doit réaliser. On les appelle également exigences fonctionnelles ou spécifications fonctionnelles ;
- les exigences de processus qui décrivent le comment. Ces exigences prescrivent les processus que l'on doit suivre et les contraintes auxquelles on doit se conformer pour la réalisation du système. Dans ce cas, on trouve par exemple des exigences de sécurité, d'assurance qualité, ou de management.

Les exigences produit et de processus sont liées. Les exigences de processus sont souvent imposées pour atteindre les exigences produit de haut niveau. Par exemple un coût maximum de développement (qui est une exigence de processus) peut être imposé afin d'atteindre une exigence sur le prix de vente minimum (qui est une exigence produit). Une exigence de maintenabilité du produit (exigence produit) est souvent accompagnée d'exigences de suivre un certain style de programmation (exigence de processus) telles que la programmation orientée objet, les motifs de conception ou encore le respect de charte de nommage.
Les trois types d'exigences sont vitaux pour tout développement de système.

## Quelques facteurs pour une bonne définition des exigences

### Classification
Les exigences sont classées généralement en trois catégories :
1. Exigences fonctionnelles – Elles décrivent les caractéristiques du système ou des processus que le système doit exécuter. On trouve dans cette catégorie les règles métier ;
2. Exigences non fonctionnelles – Elles décrivent les propriétés que le système doit avoir ; par exemple les exigences techniques de sécurité informatique (confidentialité, intégrité, disponibilité), de performance, d'accessibilité, selon des critères définis ;
3. Contraintes – Les limites du développement en quelque sorte : comme définir un système d'exploitation sur lequel le système doit fonctionner, ou définir quel langage de programmation doit être utilisé pour mettre en œuvre le système.

Les exigences sont notoirement difficiles à présenter à un niveau idéal. Souvent, des experts (voir en:expert users) sont employés pour établir la relation entre les utilisateurs et les développeurs. Ces experts sont en principe capables d'exprimer des exigences fonctionnelles d'une façon qui soit facilement interprétable dans les caractéristiques de conception du système, et de plus compréhensible par les utilisateurs finaux. L'analyse de la valeur a été créée dans le but notamment d'interroger et de qualifier ce niveau d'exigence.

### Qualité des exigences
De bonnes exigences doivent être  :
- nécessaires – Elles doivent porter sur des éléments nécessaires, c'est-à-dire des éléments importants du système que d'autres composants du système ne pourraient pas compenser ;
- non ambigües – Elles doivent être susceptibles de n'avoir qu'une seule interprétation ;
- concises – Elles doivent être énoncées dans un langage qui soit précis, bref et agréable à lire, et qui de plus communique l'essence de ce qui est exigé ;
- cohérentes – Elles ne doivent pas contredire d'autres exigences établies, ni être contredites par d'autres exigences. De plus, elles doivent, d'un énoncé d'exigence au suivant, utiliser des termes et un langage qui signifie la même chose ;
- complètes – Elles doivent être énoncées entièrement en un endroit et d'une façon qui ne force pas le lecteur à regarder un texte supplémentaire pour savoir ce que l'exigence signifie ;
- précise – Elles doivent inclure la précision ou une marge d'erreur (un intervalle, un pourcentage, supérieur / inférieur à ...), cela permet lors de la vérification d'avoir de la souplesse surtout sur des tests sur plusieurs produits ;
- accessibles – Elles doivent être réalistes quant aux moyens mis en œuvre en termes d'argent disponible, avec les ressources disponibles, dans le temps disponible ;
- vérifiables – Elles doivent permettre de déterminer si elles ont été atteintes ou non selon l'une de quatre méthodes possibles : inspection, analyse, démonstration, ou test.

La qualité des exigences peut être évaluée par revue (relecture par des pairs) ou par des outils de vérification de la qualité des exigences. Selon le formalisme utilisé pour exprimer les exigences (langage naturel, modèles formels ou semi-formels...) les outils seront capables de détecter certaines erreurs :
- complétude ;
- vérifiabilité ;
- ambiguïté ;
- lisibilité ;
- complexité ;
- sous-spécification ;
- nécessité ;
- tolérance ;
- etc.

Les calculateurs avionique avec leurs exigences de sûreté doivent suivre le processus de développement ARP 4754/ED-79 (en ce qui concerne le système informatique), DO-254/ED-80 (en ce qui concerne le matériel informatique) ou DO-178/ED-12 (en ce qui concerne le logiciel).

### Aptitude aux tests
La plupart des exigences doivent être vérifiables par des tests. Si ce n'est pas possible, une autre méthode de vérification doit pouvoir être utilisée (par exemple, analyse, inspection, ou analyse de la méthode de conception). Des exigences testables sont une composante importante de la validation.
Certaines exigences, de par leur structure même, ne sont pas testables. Elles comprennent par exemple les exigences qui disent que le système ne montrera jamais ou qu'il montrera toujours telle propriété. Un test adéquat d'une telle exigence demanderait une infinité de cycles de test. Ce genre d'exigence est souvent réécrit en donnant une période de temps finie et réaliste.
Des exigences non-fonctionnelles non-testables peuvent être gardées comme documentation à l'usage des clients ; cependant, elles sont habituellement liées à des exigences de processus destinées à être un moyen pratique de les obtenir. Par exemple, on peut satisfaire une exigence non-fonctionnelle consistant à s'affranchir des portes dérobées (en anglais backdoors) en la remplaçant par une exigence de processus qui utilise la programmation en binôme. 
L'aptitude aux tests consiste essentiellement à donner de la clarté, qui est effectivement nécessaire mais peut détourner l'attention par rapport à d'autres problèmes importants. Une exigence peut être apte aux tests mais incorrecte ; et l'évaluation de l'aptitude aux tests ne détectera souvent pas des exigences incorrectes. De plus, l'aptitude aux tests n'a pas de sens par rapport à une exigence qui a été ignorée. La pure analyse, l'inspection, ou la revue seules pourront répondre à ces problèmes mais généralement plus faiblement qu'on ne le fait habituellement. Il y a plus de 21 moyens plus puissants de tester ou d'évaluer l'adéquation d'exigences et plus de 15 moyens de renforcer les tests ou l'évaluation du bien-fondé d'une conception.[réf. nécessaire]

## Processus de développement des exigences

### Rédaction des exigences
Les exigences doivent être écrites de telle manière qu'elles orientent la création et la modification d'un système selon les règles métier (ou règles de gestion) appropriées au contexte et au domaine et dans lequel le système doit être utilisé.
Les systèmes doivent normalement se conformer au domaine d'activité dans  lequel ils sont exploités.

### Analyse des exigences
Les exigences sont sujettes à des problèmes d'ambiguïté, d'imperfections, et d'incohérence. Des techniques telles qu'une inspection de logiciel rigoureuse ont été présentées pour aider à traiter de tels problèmes. Lorsque les ambiguïtés, les imperfections, et les incohérences sont résolues dans la phase d'exigences, l'ordre de grandeur du coût de correction est moins élevé que lorsque ces mêmes problèmes se retrouvent dans des étapes ultérieures de développement du produit. L'analyse des exigences s'efforce de résoudre ces problèmes.
Il y a une distinction en ingénierie entre les exigences qui sont trop vagues, et celles qui sont si détaillées qu'elles :
1. Prennent du temps à être rédigées ;
2. Commencent à limiter les options de mise en œuvre disponibles ;
3. Sont coûteuses à produire.

### Changements dans les exigences
Avec le temps, les exigences peuvent évoluer : c'est ce qui est pris en compte dans les re conception de mi-vie d'un produit. 
De même durant un projet, un cahier des charges peut être revu. Dans ce cas, la modification du cahier des charges contractuel fait l'objet d'un avenant au contrat.
Dans tous les cas, une fois les exigences définies et approuvées, elles doivent être gérées, vérifiées (contrôle qualité) et suivies (Contrôle des modifications en:change control). 
Dans le cas de projets difficiles, des exigences peuvent ne pas être atteintes ou peuvent être altérées avant que le système ne soit terminé. Cette caractéristique des exigences a conduit à des études et des pratiques sur la gestion des exigences (en:Requirements Management).

## Cas de l'ingénierie informatique

### Vocabulaire spécifique
En ingénierie informatique, les exigences sont traditionnellement de trois types appelés : spécifications générales, spécifications détaillées, et spécifications techniques. On retrouve sensiblement les trois types d'exigences métier, produit, et processus.

### Débats concernant la nécessité de la rigueur dans les exigences logicielles
Des méthodologies modernes en ingénierie logicielle comme l'Extreme programming posent la question du besoin de décrire rigoureusement les exigences logicielles, qu'elles considèrent comme un objectif mouvant.
Ces méthodologies décrivent les exigences d'une façon informelle, en utilisant des retours d'expérience (REX), qui peuvent être appelés dans certains cas « user stories » (résumés concis relatifs à une page indexée qui explique un aspect de ce que le système devrait faire), et composée d'une série de cas de tests de validation pour ces retours d'expérience.
La typologie d'utilisation des systèmes doit diriger vers telle ou telle méthode. 
Un système de pilotage automatique d'avion ne pourra pas être développé par retour d'expérience utilisateur. D'autre part, un site web dynamique dont on ignore encore le public avant sa conception ne pourra pas faire l'objet d'exigences métiers formulées.

### Un exemple d'exigence: la langue
Les exigences formulées dans le cadre d'un appel d'offres pour l'achat et la mise en œuvre d'un progiciel peuvent inclure des critères relatifs à la langue du progiciel.
En France, il existe un dispositif réglementaire qui impose aux services et établissements publics de l'État d'utiliser les termes de la langue française publiés au Journal officiel dans tous les documents administratifs (articles 11 et 12 du décret du 3 juillet 1996 relatif à l'enrichissement de la langue française).

## Logiciels
Gestion des exigences
La plupart des outils intègrent le référentiel, c'est-à-dire que les exigences sont rédigées, enregistrées et maintenues dans le format propriétaire du logiciel :
- Blueprint (Blueprint Software Systems) ;
- Objectiver de l'éditeur Respect-IT ;
- Integrity lié avec Windchill PDMLink de l'éditeur PTC ;
- Accept 360° ;
- CaliberRM ;
- Compuware Optimal Trace ;
- IBM Rational DOORS ;
- Envision Requirements ;
- GenSpec ;
- IBM Rational RequisitePro ;
- LDRA TBreq ;
- Polarion REQUIREMENTS ;
- PowerAMC intègre un outil de gestion d'exigences qui fonctionne avec Microsoft Office ;
- Projet2Team intègre un outil de gestion d'exigences qui permet d'importer les cahiers des charges depuis Microsoft Word ;
- Serena Dimensions RM ;
- Un wiki (TWiki, XWiki, Confluence, , etc.) ;
- UProm ;
- Visure IRQA ;
- Requirements Quality Analyzer (RQA).

Gestion de la traçabilité des exigences
Ces outils exploitent un référentiel externe sous la forme de documents Microsoft WORD :
- Reqtify (outil de gestion de la traçabilité des exigences) ;
- ReqFlow (outil open-source de gestion des la traçabilité des exigences) ;
- Reqchecker (outil de rédaction et gestion de la traçabilité des exigences).

Qualité rédactionnelle des exigences
Ces outils analysent les exigences et accompagnent les rédacteurs vers une meilleure qualité rédactionnelle
- Semios (solution d’IA NLP d'analyse sémantique des documents techniques)